# Abflussregime
Unter Abflussregime versteht man den mittleren jahreszeitlichen Verlauf des Abflusses eines Gewässers, beeinflusst durch Faktoren wie Klima oder Relief. Gewässer können somit bestimmten Abflussregimen (die wohl bekannteste Klassifizierung stammt von Maurice Pardé) zugeordnet werden.
Abflussregime werden unterschieden in einfache und komplexe Regime.

## Einfache Regime
Einfache Regime haben nur ein Abflussmaximum im Jahresgang, hervorgerufen durch Regen- oder Schmelzwasser. Es liegen relativ hohe Abflussschwankungen zwischen Hoch- und Niedrigwasser vor. 
Das einfache Regime kann durch die Art der Speisung des Abflusses in verschiedene Kategorien unterteilt werden:
1. Glaziäres Regime: Das glaziäre Regime wird bei einer ganzjährigen Schnee- bzw. Gletscherbedeckung eines Einzugsgebietes (mindestens 15–20 %) erzeugt. Das durch die Gletscherschmelze erzeugte Hochwasser fällt in die warme, Niedrigwasser in die kalte Jahreszeit (z. B. Rhone).
2. Ozeanisches Regenregime: Der höchste Abfluss fällt in die Wintermonate, der geringste in den Spätsommer oder Herbst (nach der Vegetationsperiode). Die Abflussganglinie ist bestimmt vom Verhältnis zwischen Niederschlags- und Verdunstungsgang (z. B. Seine bei Paris).
3. Tropisches Regenregime: Das tropische Regenregime wird bestimmt vom Wechsel zwischen Regenzeiten und Trockenzeiten. Das Abflussmaximum wird meist einige Monate verzögert zum Sonnenhöchststand erreicht.
4. Nivales Regime: Das nivale Regime wird durch die Schneeschmelze verursacht. Es kann nochmals unterteilt werden in
  1. Schneeregime des Tieflandes (z. B. Dnepr bei Kamenka)
  2. Schneeregime des Berglandes  (z. B. Rhein bei Felsberg)

## Komplexe Regime
Komplexe Regime ersten Grades
Bei komplexen Abflussregimen ist die Abflusskurve zwei- bis dreigipflig. Abhängig davon, ob Niederschlag in Form von Regen oder Schneeschmelze bei der Bildung des Abflussmaximums überwiegt, unterscheidet man zwischen Schnee-Regen-Regimen oder Regen-Schnee-Regimen.
Abflussschwankungen sind bei den komplexen Regimen geringer als bei den einfachen Regimen. Das liegt daran, dass bei komplexen Regimen die verschiedenen Speisungsarten zwei oder sogar drei Hochwässer pro Jahr erzeugen.
Pardé benannte folgende komplexe Regime ersten Grades: 
1. nivales Regime Schnee-Übergangstyp (z. B. Drac bei Sautet)
2. Schnee-Regen-Typ (z. B. Emme bei Emmenmatt)
3. Regen-Schnee-Regime mit einem Hochwasser
  1. Jura-Typ (z. B. Orbe aux Granges)
  2. Mediterrantyp (z. B. Tiber bei Rom)
  3. Pyrenäen-Typ
  4. Kontinentaltyp Mitteleuropas (z. B. Neiße bei Glatz)
  5. Kontinentaltyp der Appalachen (z. B. Susquehanna River bei Harrisburg)
  6. Mississippi-Typ (Mississippi River bei Hannibal)
4. Regenregime mit zwei Hochwässern (äquatoriale Breiten)
5. Regime mit mehr als zwei Maxima (z. B. im nördlichen Japan)

 Komplexe Regime zweiten Grades
Ein komplexes Regime zweiten Grades liegt vor bei Flüssen, die allein durch Regen gespeist werden und verschiedene Klimazonen durchfließen, oder bei Flüssen, die auf ihrem Lauf verschiedene Regimebereiche durchströmen und so verschieden gespeist werden. Ein Beispiel hierfür ist der Rhein. Dessen Ganglinie weist ihn zuerst dem nivalen Regime des Berglandes zu, bei Mainz zeigt er sich dann als nivo-pluvialer (schnee-regengespeister) und bei Köln schließlich als pluvio-nivaler (regen-schneegespeister) Komplextyp.